# Simpósio Internacional de Escultura em Pedra
Simpósio Internacional de Escultura em Pedra é um documentário português de curta-metragem assinada por Manuel Casimiro, filho de Manoel de Oliveira e supervisionado pelo pai.
O filme documenta um encontro de escultores e a sua matéria-prima, a pedra. 